# Károlyi Antal (táborszernagy)
Nagykárolyi gróf Károlyi Antal (Nagykároly, 1732. október 25. – Penzing (Bécs), 1791. augusztus 24.) táborszernagy, főispán, valóságos komornyik.

## Élete
Gróf Károlyi Ferenc altábornagy és gróf Csáky Krisztina fia. Iskoláinak végeztével, 1751. július 30-án mint őrnagy apja lovasezredében nyerte az aranykulcsot, 1755-ben Esterházy József gyalogezredében helyettes ezredes lett, 1756. október 1-jén a lobosici véres ütközetben mellén nehéz zúzást kapott. 1757. június 13-án Gyulán Harruckern Ferenc Domonkos báró második leányát, Mária Jozefát (1740–1802) vette feleségül. 1758. szeptember 4-én Szatmár vármegye örökös főispánja és október 18-án tábornagy lett. 1759. január 9-én a Mária Terézia-rend keresztjével tüntették ki. Ugyanekkor 20 000 forintot ajándékozott a várak és erősségek kijavítására; a nagybányai bányászhivatalnak pedig legszűkebb termés idején három év alatt a legcsekélyebb áron tizenkétezer köböl gabonát küldött. 1775-ben a királyi kincstárnak ismét tízezer forintot adott, mely összeget Mária Terézia a pozsonyi nemes iskolákra ajánlott át. 1778-ban a porosz háború kitörésekor száz huszárújonc kiállítására a hadipénztárba 6600 forintot ajándékozott. A Bereg, Ung, Szabolcs, Zemplén, Ugocsa és Szatmár megyéket áradásaik által pusztító vizek szabályozásában is fáradozott és a 28 négyszegű mérföldre terjedő ecsedi lápot több mint 17 000 forint ráfordításával lecsapoltatta; helységeket új telepítvényekkel népesített, iskolákat, templomokat építtetett, szegény tanulókat segített, tudósokat pártolt sat. 1760-ban a Hétszemélyes Tábla közbírája, 1766-ban főhadvezéri helyettes, valóságos belső titkos tanácsos, 1775-ben magyar királyi főasztalnokmester 1777 és 1782 között a váradi és ungvári kerületi iskolák főigazgatója, 1787-ben a magyar királyi nemes testőrzősereg kapitánya és táborszernagy, 1791-ben az aranygyapjas rend vitéze.

## Munkája
- Beszéd, melyet g. Károly Antal, Szatmár vármegyei főispány, 1784. eszt. Kis.-Assz. Hav. első napján a székújítás előtt az egybe-gyűlt rendekhez tartott. (M. Múseum II. 304-307. 1. és Toldy István, A magyar politikai szónoklat Kézikönyve. Pest, 1866. I.)
- Levele Révaihoz 1788. márcz. 13. (Fényfalvi Kardos Adorján, Versegi Ferencznek megcsalatkozott illetlen mocskolódásai. Pest, 1806. 199. 1.)
- Végrendelete (Hadi és más nevezetes történetek V. 1791. 578. 1. és M. Kurir 1791. 1408. 1.)